# Honey, la reina del baile
Honey (Honey, la reina del baile en Hispanoamérica) es una película de género dramático, cuyo estreno fue realizado el 5 de diciembre de 2003. La dirección estuvo en manos de Bille Woodruff y la distribución por Universal Pictures. 
El reparto de la película fue integrado por Jessica Alba, Lil' Romeo, Mekhi Phifer, David Moscow, Zachary Williams, entre otros. Además, diversos cantantes de hip hop y R&B realizaron cameos; entre ellos se encuentra el productor Rodney Jerkins, Jadakiss y Sheek Louch de D-Block, Missy Elliot, Tweet, Ginuwine y Shawn Desman.
Es la primera de una saga cinematográfica seguida de Honey 2 (2011), Honey 3: Dare to Dance (2016) y Honey: Rise Up and Dance (2018).

## Argumento
Honey Daniels (Jessica Alba) es una camarera y maestra de baile en el centro comunitario local en Nueva York que aspira ser una bailarina, y que además trabaja en una tienda de discos. Una noche, Honey y su rival Katrina (Laurieann Gibson) tienen un enfrentamiento de baile en el club donde ella trabaja. Al rato, Honey y su mejor amiga Gina (Joy Bryant) dejan el club después de pelear con Katrina y encuentran con unos muchachos bailando en el callejón. Allí afuera, Honey conoce a dos niños llamados Benny (Lil Romeo), y su pequeño hermano Raymond (Zachary Isaiah Williams), a los que invita a asistir a sus clases en el centro comunitario, y se convierten en fuente de inspiración para algunos de sus movimientos como bailarina. Días después, Honey pronto capta la atención del director musical Michael Ellis (David Moscow), que le da trabajo como bailarina en el nuevo video del cantante Jadakiss. Sin dejarse impresionar con su actual coreógrafa, Michael decide dejarle a Honey la coreografía del video. Gratamente impresionada, Honey se convierte en la coreografa de los videos musicales de Tweet, Sheek Louch y Shawn Desman.
Rato después, Honey conoce a Chaz (Mekhi Phifer) en su barberia y comienzan a salir juntos. Luego, Honey es confrontada por B.B., líder de una pandilla en la que está Benny, pero después Chaz logra apartarla de él. Una mañana, Honey ve que el centro comunitario está siendo inspeccionado debido a que tiene graves problemas de goteras. Días más tarde, Honey encuentra un local disponible para la venta y decide convertirlo en un estudio de baile para los niños de la localidad por lo que pide un préstamo en el banco para tratar de comprarlo. Mientras tanto, Honey tiene una idea a Michael para el nuevo video del cantante Ginuwine, utilizando a los niños que enseña en el centro comunitario como los bailarines. De otra parte, se acerca el cumpleaños de Gina y Honey hace planes para llevarla a Atlantic City, pero Michael la convence para ir a una fiesta ese mismo día, donde posteriormente el intenta pasarse con ella pero esta le abofetea en la cara dejando la fiesta. Al día siguiente Honey dirige la coreografia en la filmación del video nuevo de Ginuwine, pero Michael en venganza por el desplante que ella le hizo, la expulsa de la filmación junto con los chicos, dejando a Katrina en su lugar y de paso el se asegura que Honey no tenga trabajo como bailarina. De otra parte, Benny es arrestado por robar unos zapatos en el metro y por posesión de drogas.
Mientras tanto, Honey lucha para pagar la cuota inicial en el estudio pidiendole a la asesora del banco extender el plazo para pagar el préstamo que ella había pedido, por ende, se le ocurre la idea de hacer un baile benéfico en una iglesia abandonada. En víspera del evento de beneficencia, Honey visita a Benny en la cárcel dispuesta a ayudarlo pero él se niega, y Honey antes de irse le pregunta a Benny si sus amigos han ido a verlo. Entre tanto, Missy Elliott busca a alguien para la coreografia de su próximo video, pero ella no está convencida con las ideas de Katrina por lo que ella le insiste a Michael que recontrate a Honey Daniels. Al día siguiente Michael se reencuentra con Honey, quien le insiste en que vuelva a trabajar para él pero ella se niega diciéndole que no necesita su dinero, y que logrará su objetivo por sí misma.
En la noche del evento el local se llena por completo. Allí llegan los padres de Honey, Gina con la funcionaria del banco (quien le dice a Honey que tiene contactos que pueden ayudarla), la madre de Benny y Raymond, su novio Chaz, entre otros. Aunque todo el mundo se está vistiendo y preparando para el performance, en el vestuario, Benny le dice a Honey que todo va a estar bien, dado que la notó algo nerviosa. Durante la función, la madre de Benny está impresionada con sus hijos, y ve el futuro que tiene Benny como coreógrafo y bailarín. Al final, el evento sale muy bien y el grupo es ovacionado por el público. Allí, Honey abraza a Chaz, Benny y todos los demás incluyendo a sus padres, y de paso la cantante Tweet también asiste y se sube al escenario con Honey para celebrar su victoria. Al rato, Missy Elliott llega atrasada al evento, insultando a su conductor, diciendo que ella tendrá que despedirlo si es la razón por la que no puede cumplirle a Honey. En los créditos, Honey se encuentra con Missy y sus chicas a quienes les muestra sus pasos de baile en su estudio.

## Producción
La filmación de la película se realizó desde el 9 de septiembre de 2002 hasta noviembre del mismo año en las ciudades Toronto y Nueva York de Canadá y Estados Unidos respectivamente. La dirección estuvo en manos de Bille Woodruff, quien es conocido por dirigir videos de artistas de la talla de Britney Spears, Usher y Backstreet Boys, la producción en Andre Harrell, Marc Platt, Nicole Watson y Billy Higgins y el guion en Kim Watson y Alonzo Brown. 

### Audiciones
El papel principal fue entregado a Jessica Alba, pero también fue audicionado por la ya fallecida cantante y actriz Aaliyah. De acuerdo a Marc Platt, quien fue uno de los productores de la película, hubo algo en Jessica que envocaba el espíritu y determinación que el papel tenía. Sin embargo, Alba nunca había tomado lecciones de danza y si esta iba a interpretar a Honey Daniels, debía saber muy bien lo que es el baile. Por lo que, durante meses trabajó con la coreógrafa Laurie Ann Gibson en clases de aeróbic, de ejercicios y claramente, de danza; haciéndola capaz de poder interpretar al papel principal. 
Para el rol de su comprensivo novio, Alba sugirió a Mekhi Phifer, quien, de acuerdo a la actriz, era increíble ya que sintió que él era la única persona que podía interpretar a Chaz. No obstante, el tiempo requerido para filmar la película no le permitía rodar la serie aclamada por la crítica ER. Sin embargo, se trabajó en acomodar los horarios de Phifer y, de esa forma, se logró que él pudiera participar en la película. 
Una de las estrellas más destacadas que integraron el reparto fue, indudablemente, Lil' Romeo. Este, a sus 13 años de edad, interpretó a Benny y, según Bille Woodruff, siempre venía bien preparado al set y jamás olvidaba las líneas que debía decir. Asimismo, mientras filmaba la película, Lil' Romeo siguió con sus estudios. Él iba cuatro o cinco horas al día a la escuela; ya que, de acuerdo a él mismo, si no tuviera educación, este no podría estar haciendo la película.
Gina, la mejor amiga de Honey, fue interpretada por Joy Bryant, quien junto a Jessica Alba fueron desde el principio amigas; ya que Bryant deseaba mostrar una relación más auténtica en la película. Además, según la actriz y modelo, Gina es como la hermana mayor de Honey, ya que aunque ella no sepa acerca de los negocios de la música, si sabe acerca de la gente y de los hombres. Otro papel significativo de la película es Michael Ellis, interpretado por David Moscow, el director de videos musicales quien alienta y luego deshace el pequeño suceso y el gran sueño de Honey.
Zachary Isaiah Williams consiguió el papel de Raymond, el solitario hermano menor de Benny, a pesar de su poca experiencia en el baile. De acuerdo a Bille Woodruff, Zach es increíble, pero él no sabe bailar y Raymond se debe convertir en un buen bailarín con la ayuda de Honey; sin embargo, luego de que consiguiera el papel, este terminó teniendo pasos muy buenos.
El rol de Mrs. Daniels, la mamá de Honey que desaprueba el sueño de su hija, es interpretado por Lonette McKee. Esto, para Bille Woodruff, fue un sueño hecho realidad; debido a que es un gran fanático de Sparkle, una de las primeras películas interpretadas por McKee y, según él, ella es un ícono de la comunidad afrodescendiente. Asimismo, para Lonette interpretar a Mrs. Daniels fue fácil debido a que ella ya había pasado por cosas similares.

## Reparto
| Personaje                  | Intérprete                       | Descripción |
| -------------------------- | -------------------------------- | --- |
| Honey Daniels              | Jessica Alba                     | Es una bailarina y coreógrafa de 22 años que vive en el vecindario neoyorquino Harlem Español y trabaja como camarera y dependiente en una tienda de discos. Su sueño más grande ha sido por años ser una famosa coreógrafa de videos musicales. Su novio es Chaz y su mejor amiga es Gina.                                                         |
| Benny                      | Lil' Romeo                       | Es un chico que necesita, aún más que Honey, otra oportunidad en la vida a causa de malas influencias como B.B. o Otis, quienes están convirtiendo a Benny en un delincuente. Posee un hermano menor, cuyo nombre es Raymond. |
| Chaz                       | Mekhi Phifer                     | Es un joven barbero que ama a su trabajo; heredó su tienda de un mentor, quien lo ayudó a salir del ambiente delincuente en el que él estaba acostrumbrado a encontrarse, debido a malas influencias. Chaz, además, es la voz de la razón para Honey y siempre está en los momentos que ella más lo necesita, haciendo que él sea el novio de esta. |
| Michael Ellis              | David Moscow                     | Es un famoso director de videos musicales quien contrata a Honey como bailarina de acompañamiento, pero luego de que esta rechace las reales intenciones que él posee con ella, Michael la despide y arruina todo posible futuro de Honey en la industria.                                                                                          |
| Raymond                    | Zachary Williams                 | Es el solitario hermano de Benny de ocho años de edad. En la película, este expone una personalidad insegura y, al igual que su hermano, le gusta bailar. |
| Gina                       | Joy Bryant                       | Es la mejor amiga de Honey y es como la hermana mayor de esta, ya que aunque ella no sepa acerca de los negocios de la música, si sabe acerca de la gente y de los hombres. |
| Mrs. Daniels y Mr. Daniels | Lonette McKee y Anthony Sherwood | Son los padres de Honey, quienes desaprueban el sueño de su hija y le ofrecen un mundo de opciones seguras y un futuro resguardado. |
| B.B.                       | Wes Williams                     | La mala influencia de Benny. Gracias a él, Otis y más, Benny se encuentra metido en el ambiente delincuente. |

## Recepción

### Crítica
Honey obtuvo en general críticas negativas. Los críticos profesionales de Yahoo! Movies consideraron la película una C, basándose en 12 reseñas. Rotten Tomatoes, por su parte, la catalogó a la misma como horrible, teniendo sólo un 20% de críticas favorables, basándose en 111 comentarios. Mientras que Metacritic, basado en 30 críticas, le otorgó 36 puntos de 100 posibles.

### Comercial
En Estados Unidos la película debutó en la posición número dos en su primera semana. En el fin de semana de la misma, logró recaudar $12,856,040 dólares, detrás de El último samurái.

## Premios

### Black Reel Awards
| Año  | Categoría              | Candidato  | Resultado |
| ---- | ---------------------- | ---------- | --------- |
| 2004 | Mejor actor revelación | Lil' Romeo | Nominado  |

### Teen Choice Awards
| Año  | Categoría                         | Candidato                 | Resultado |
| ---- | --------------------------------- | ------------------------- | --------- |
| 2004 | Mejor actriz revelación           | Jessica Alba              | Nominada  |
| 2004 | Mejor actor revelación            | Lil' Romeo                | Nominado  |
| 2004 | Mejor película                    | Mejor película            | Nominada  |
| 2004 | Mejor actor en película de drama  | Mekhi Phifer              | Nominado  |
| 2004 | Mejor actriz en película de drama | Jessica Alba              | Nominada  |
| 2004 | Mejor química                     | Jessica Alba Mekhi Phifer | Nominados |
| 2004 | Mejor beso                        | Jessica Alba Mekhi Phifer | Nominados |